# Mistrzostwa Europy w Zapasach 1985
40. Mistrzostwa Europy w zapasach odbywały się od 23 do 25 kwietnia w Lipsku.

## Styl klasyczny

### Medaliści
| Konkurencja | Złoto                | Srebro               | Brąz                |
| ----------- | -------------------- | -------------------- | ------------------- |
| -48 kg      | Bratan Cenow         | Bernd Scherer        | Temo Kazaraszwili   |
| -52 kg      | Roman Kierpacz       | Minsieit Tazietdinow | Walentin Krumow     |
| -57 kg      | Oganes Arutunjan     | Niculae Zamfir       | Benni Ljungbeck     |
| -62 kg      | Kamandar Madżydow    | Bogusław Klozik      | Árpád Sipos         |
| -68 kg      | Michail Prokudin     | Ștefan Negrișan      | Stanisław Barej     |
| -74 kg      | Ștefan Rusu          | Borisław Weliczkow   | Michaił Mamiaszwili |
| -82 kg      | Abdułbasir Battałow  | Tibor Komáromi       | Sorin Herțea        |
| -90 kg      | Igor Kanygin         | Ilie Matei           | Toni Hannula        |
| -100 kg     | Anatolij Fiedorienko | Ilija Georgiew       | Dušan Masár         |
| +100 kg     | Igor Rostorocki      | Rangeł Gerowski      | Sławomir Luto       |

### Tabela medalowa
| Lp. | Państwo        | Złoto | Srebro | Brąz |
| --- | -------------- | ----- | ------ | ---- |
| 1   | ZSRR           | 7     | 1      | 2    |
| 2   | Bułgaria       | 1     | 3      | 1    |
|     | Rumunia        | 1     | 3      | 1    |
| 4   | Polska         | 1     | 1      | 2    |
| 5   | Węgry          | 0     | 1      | 1    |
| 6   | RFN            | 0     | 1      | 0    |
| 7   | Finlandia      | 0     | 0      | 1    |
|     | Czechosłowacja | 0     | 0      | 1    |
|     | Szwecja        | 0     | 0      | 1    |

## Styl wolny

### Medaliści
| Konkurencja | Złoto               | Srebro            | Brąz                |
| ----------- | ------------------- | ----------------- | ------------------- |
| -48 kg      | Wasilij Gogolew     | Władysław Olejnik | Alin Păcuraru       |
| -52 kg      | Walentin Jordanow   | Szaban Trstena    | Aleksandr Kirkesner |
| -57 kg      | Stefan Iwanow       | Bernd Bobrich     | Gurgen Baghdasarian |
| -62 kg      | Lutz Remus          | Sirażudin Ajubow  | Walentin Sawow      |
| -68 kg      | Arsen Fadzajew      | Fevzi Şeker       | Simeon Szterew      |
| -74 kg      | Anatolij Połomarow  | Kemał Mustafow    | Martin Knosp        |
| -82 kg      | Jurij Worobjow      | Hans-Peter Franz  | Leszek Ciota        |
| -90 kg      | Robiert Tibiłow     | Iulian Risnoveanu | Reşit Karabacak     |
| -100 kg     | Leri Chabiełow      | Uwe Neupert       | Hayri Sezgin        |
| +100 kg     | Dawit Gobedżiszwili | Atanas Atanasow   | Andreas Schröder    |

### Tabela medalowa
| Lp. | Państwo    | Złoto | Srebro | Brąz |
| --- | ---------- | ----- | ------ | ---- |
| 1   | ZSRR       | 7     | 1      | 2    |
| 2   | Bułgaria   | 2     | 2      | 2    |
| 3   | NRD        | 1     | 3      | 1    |
| 4   | Turcja     | 0     | 1      | 2    |
| 5   | Polska     | 0     | 1      | 1    |
|     | Rumunia    | 0     | 1      | 1    |
| 7   | Jugosławia | 0     | 1      | 0    |
| 8   | RFN        | 0     | 0      | 1    |